# ليموريات جبل الشعانبي
ليموريات جبل الشعانبي (باللاتينية: Djebelemuridae) هي فصيلة منقرضة من رئيسيات منثنية الأنف في أفريقيا. وتتضمن خمسة أجناس.